# Bruno Loubet
Pour les articles homonymes, voir Loubet.
Bruno Loubet est l'un des principaux chefs de Londres où il a établi sa réputation dans les années 1990, qu'il inaugura en gagnant une étoile au Guide Michelin. Il ouvrit ensuite son premier restaurant le Bistrot de Bruno, puis un second en accumulant louanges et distinctions. Mais il quitta Londres en 2002 pour s'installer en Australie où il resta huit ans, le temps d'être élu par deux fois cuisinier de l'année. Sollicité par la direction du Zetter Hôtel, à Clerkenwell, Bruno revint à Londres en 2009. Il y ouvrit à nouveau un Bistrot Bruno Loubet, en 2010 puis, en juin 2013, le Grain Store, où sa carte met les légumes à l'honneur. Son retour a été salué par le National Restaurant Magazine qui a classé son Bistrot 3e meilleur restaurant du Royaume-Uni, en 2010, et le Grain Store, 9e, en 2013, tout en obtenant le prix du  Sustainable Restaurant of the Year. Il vient de rentrer à nouveau au Guide Michelin 2014 avec deux étoiles.

## Biographie
Bruno est né à Bordeaux, en 1961,. C'est l'un des sept enfants d'une famille aux moyens modestes. Entre 1976 et 1979, il fréquente le Lycée hôtelier de Talence,. À sa sortie, il trouve son premier emploi à l'hôtel Hyatt Regency à Bruxelles, où il rentre comme commis de cuisine de 1979 à 1980, puis il exerce dans un restaurant de Copenhague jusqu'en 1982.
C'est l'année où il accomplit son service militaire dans la Marine nationale française en tant que second maître et cuisinier sur le TCD Ouragan, navire amiral. Libéré, la même année, il débarque la première fois en Angleterre où il entre en tant que commis cuisinier à La Tante Claire, de Pierre Koffmann (en), à  Londres,,. Puis, de 1982 à 1985, il devient chef cuisinier au Fulham, restaurant de la chaîne Gastronome One Ltd . Il y est pour la première fois distingué avec le titre de meilleur jeune chef de l'année.
Fort de cette nomination, en 1985, il est engagé par Raymond Blanc, au Manoir aux Quat'Saisons, restaurant d'Oxford, à deux étoiles au Michelin  comme chef de cuisine. Il est désormais reconnu comme l'un des principaux chefs de Londres et sa banlieue. Puis il est nommé chef / directeur à Le Petit Blanc à Oxford en 1986, il y resta deux ans,. Il retourne alors à Londres en tant que chef de cuisine à l'hôtel Four Seasons, Inn on the Park. Il y obtient une étoile Michelin dans l'année 1990, après un an d'exercice,.
En 1992, Bruno est entré en partenariat avec le restaurateur Pierre Condou, ouvrant le Bistrot Bruno dans Soho, qui lui a valu The Times Restaurant of the Year en 1993,.
Ce succès les encourage à ouvrir L'Odéon en 1995, qui reçoit également The Times Restaurant of the Year,. En 1998, Bruno rejoint Gruppo avec le restaurateur Oliver Peyton comme chef du développement. Il est responsable de The Atlantic Bar and Grill, à Londres et à Manchester, et de la mise en place, en tant que cuisinier, de Isola de 1999 à 2001,.
En 2001, après 20 années passées dans les cuisines de Londres, Bruno déménage avec sa famille à Brisbane, en Australie où il va être élu par deux fois cuisinier de l'année, avec Les Tables de Bruno puis la Baguette Restaurant en 2007.

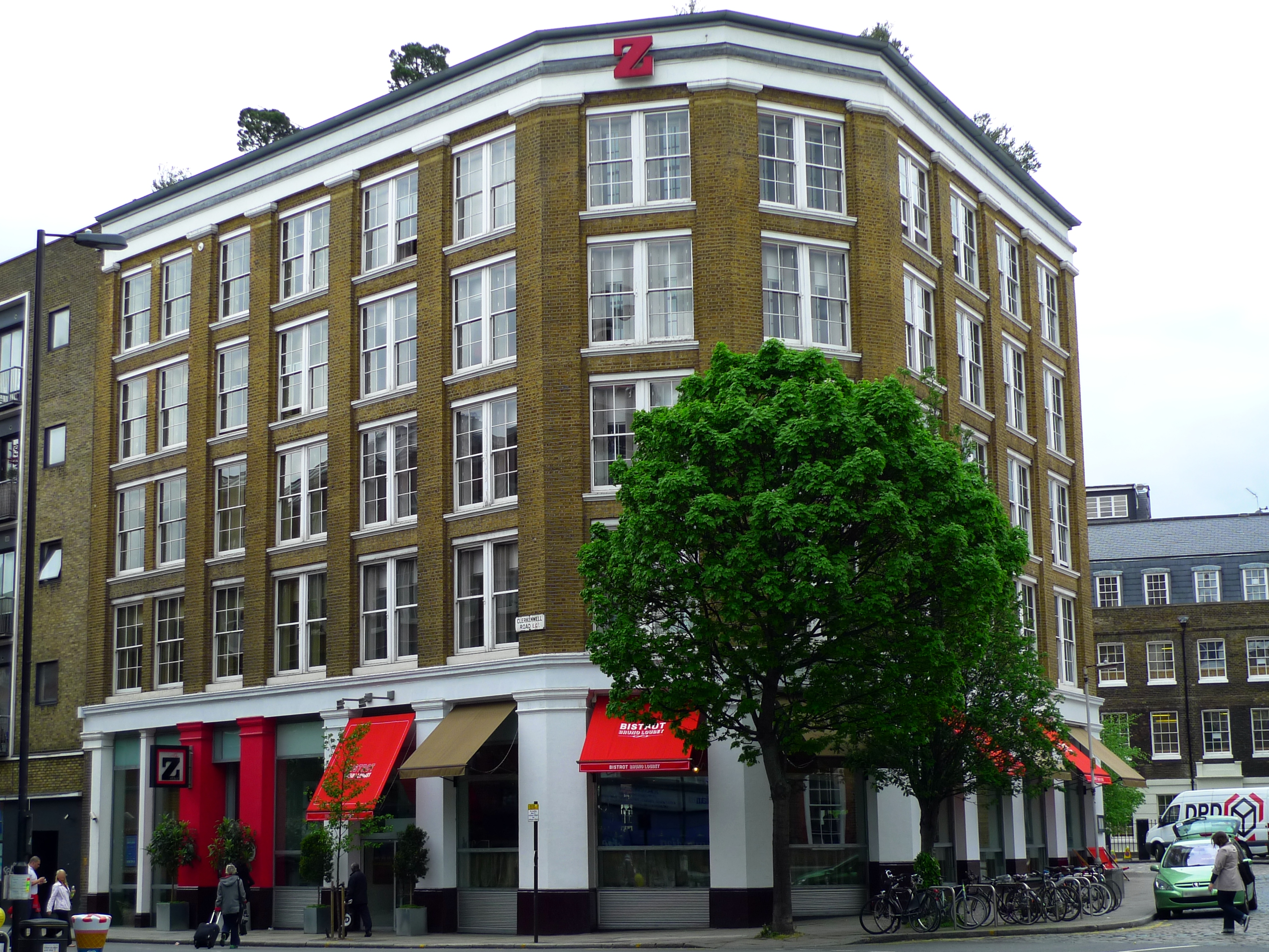
Le Bistrot Bruno Loubet à Clerkenwell

Bruno retourne à Londres, au cours l'été 2009, aux côtés de Pierre Koffmann. Il y gérer d'abord son restaurant pop-up à Selfridges, avant d'ouvrir le Bistrot Bruno Loubet à The Zetter Hôtel en février 2010,. Son restaurant remporte le prix pour la meilleure nouvelle entrée au Royaume-Uni lors de la cérémonie des National Restaurant 2010.
Bruno lance Grain Store, à King Cross, en juin 2013, avec ses partenaires, Mark Sainsbury et Michael Benyan. Dans son nouveau restaurant, il explore une autre facette de la grande cuisine. Ses viandes ou ses poissons sont accompagnés d'une farandole de légumes, et très souvent ceux-ci jouent le rôle principal.

## Mets à la carte: les recettes du terroir

### Au Bistrot

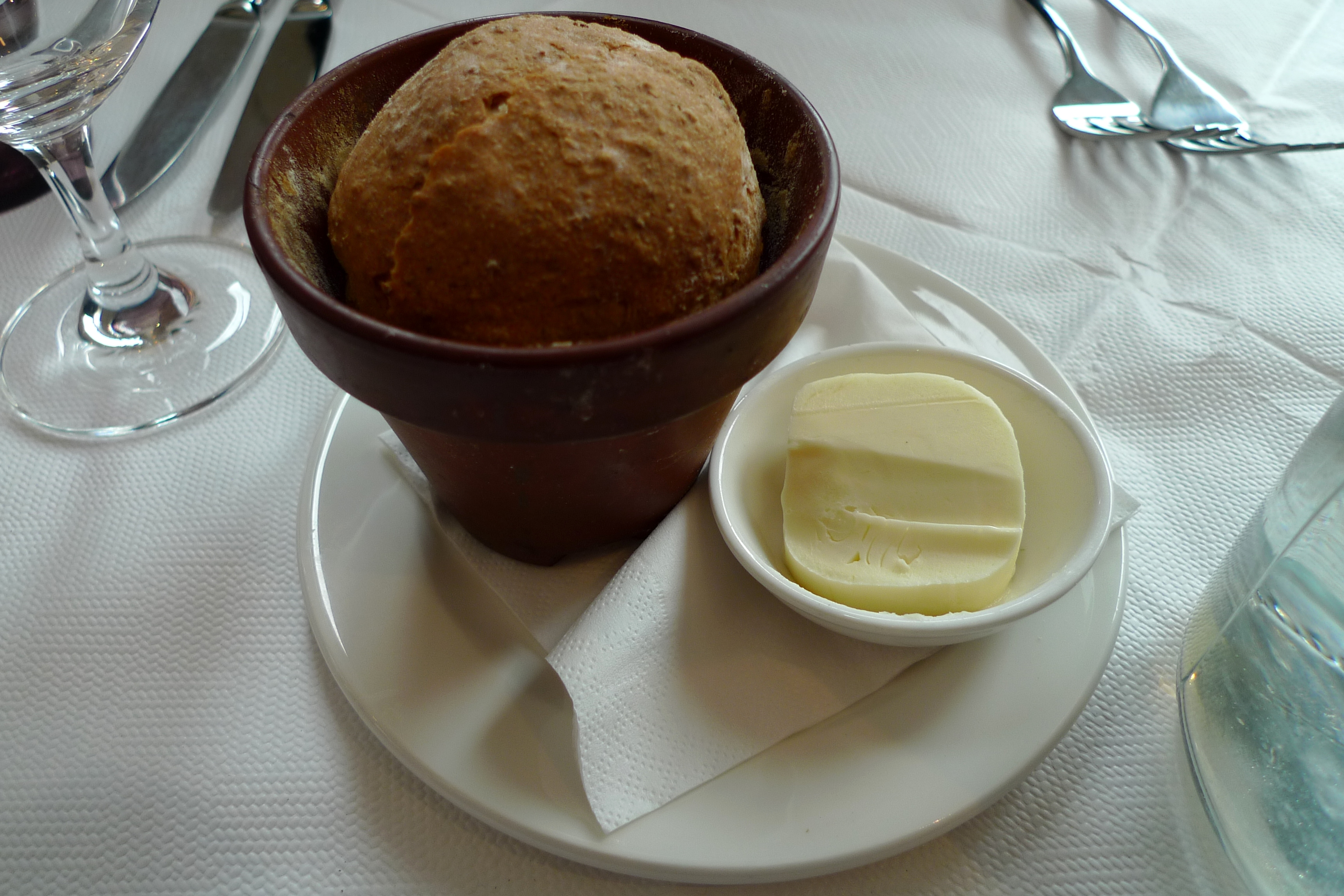
Pain et beurre au Bistrot

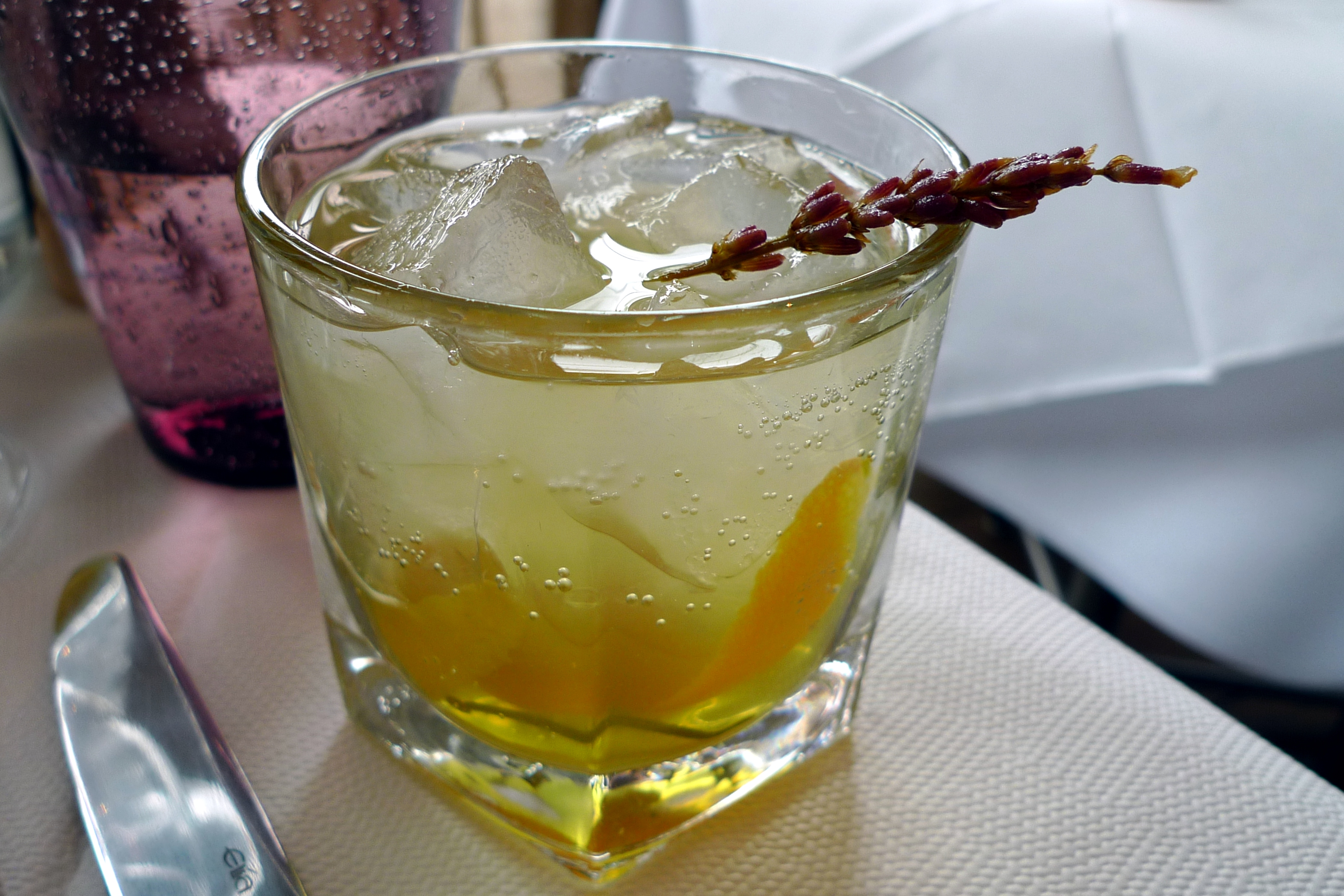
Infusion de Provence, un apéritif estival

Au Bistrot, Bruno étonne ses clients en leur servant son pain gratuit dans un toupin, pain fait maison et dont il fournit une ration supplémentaire. En apéritif, il propose un cocktail maison ou une infusion de Provence, cette dernière fait fureur.
Dans son restaurant à Clerkenwell à Londres, il a bâti sa réputation avec son lièvre à la royale et une côte de bœuf à la moelle. « Ce Français qui sait comment faire de la viande », propose aussi un colin avec une sauce au pistou, un saumon mariné au vin blanc avec betterave et raifort mais aussi un boudin blanc de volaille avec fondue de poireaux et sauce au cerfeuil, ainsi qu'un boudin aux pommes et aux coings avec un mille-feuille de sabayon glacé à la fleur d'oranger, des escargots Mauricette et boulettes de viande avec une royale de champignons, des cailles au pistache avec des épinards. Pour finir le repas, un fromage de chèvre crémeux présenté comme une petite boule de sorbet, une tarte aux pruneaux flambée à l'armagnac, une île flottante aux framboises fraîches et au citron meringué ou une panna cotta au lait de chèvre et aux tomates confites.
La carte de vin est variée et permet pour certains d'être commandés au verre ou en carafe de 500 ml.

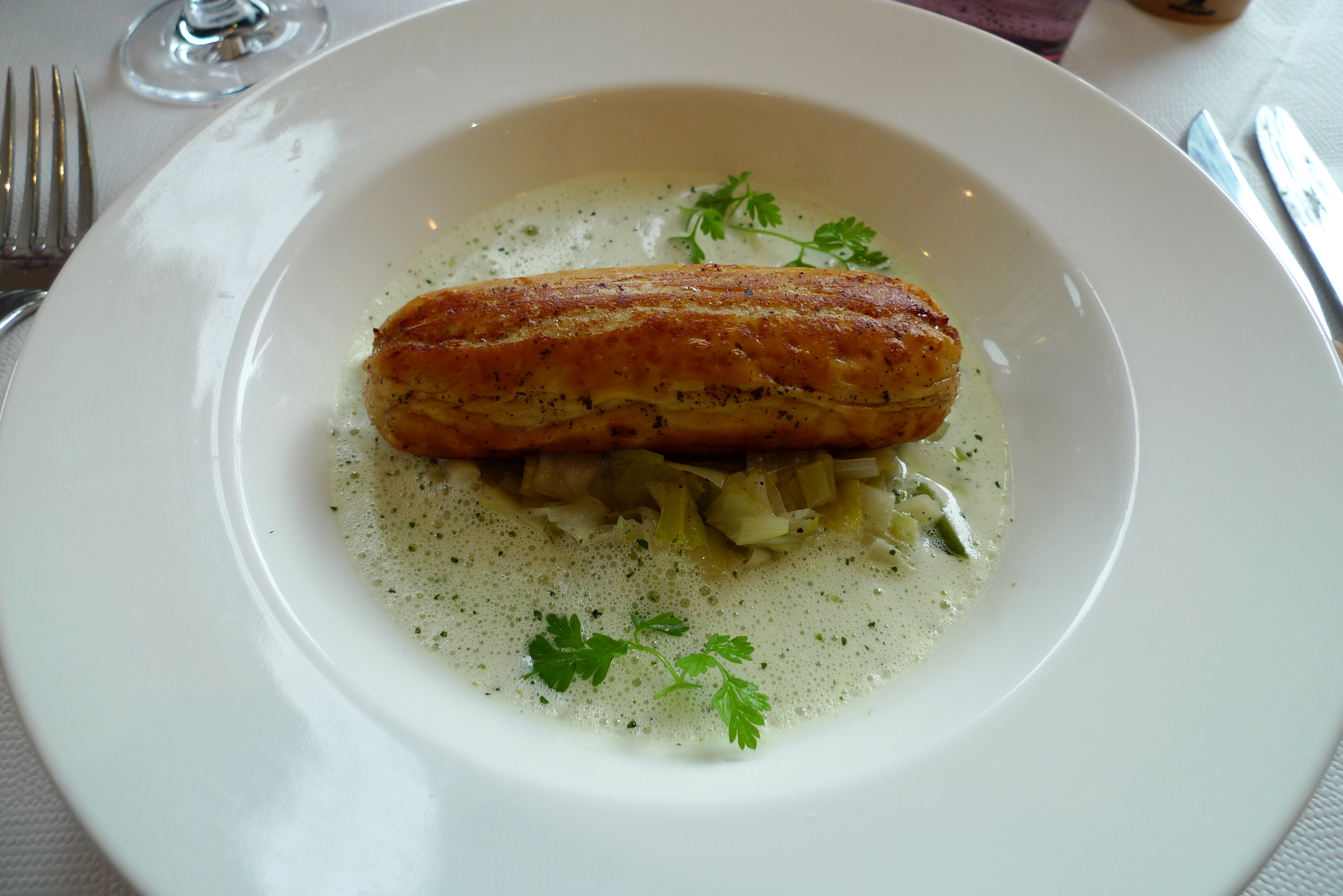
boudin blanc de volaille avec fondue de poireaux et sauce au cerfeuil
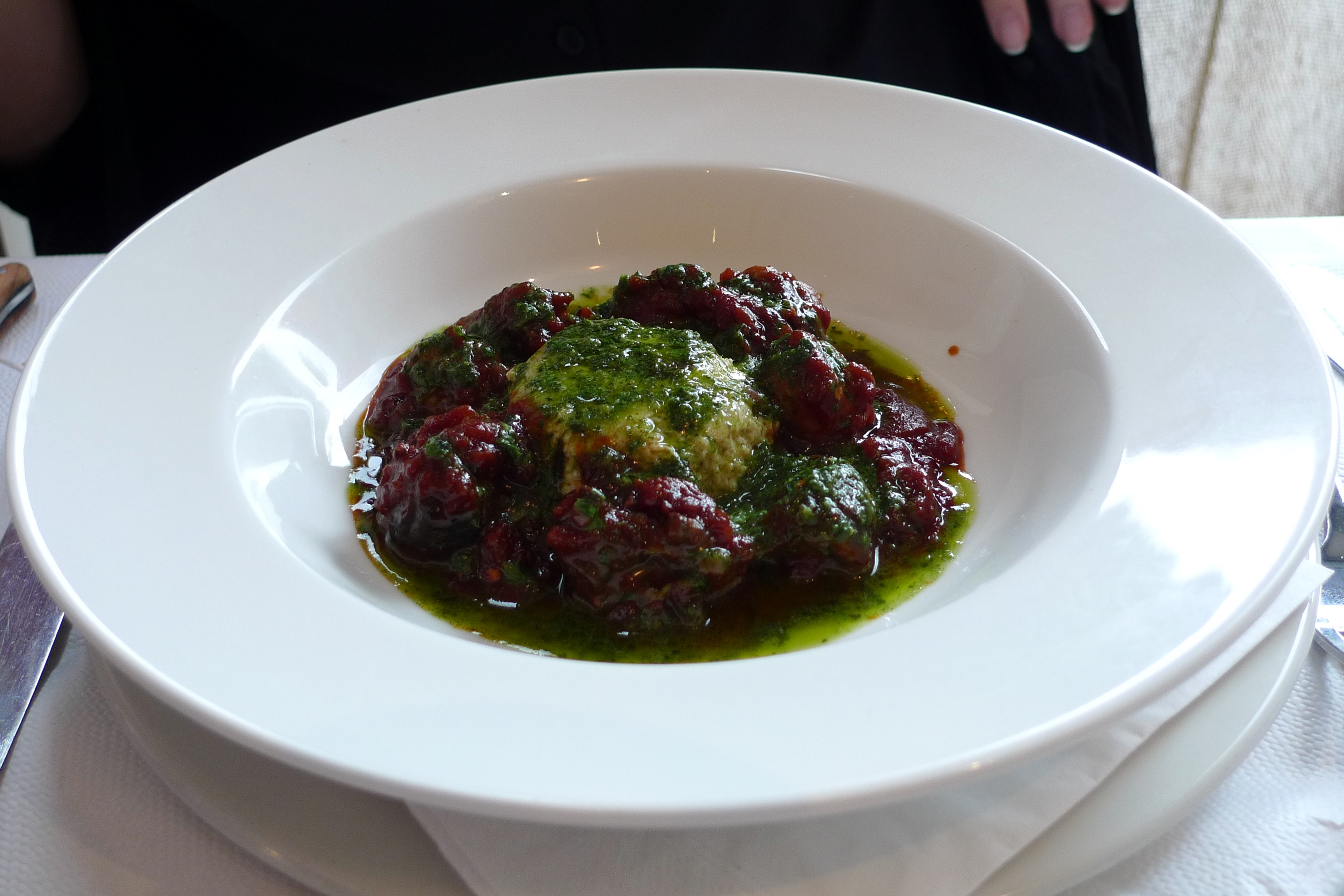
escargots Mauricette et boulettes de viande avec royale de champignons
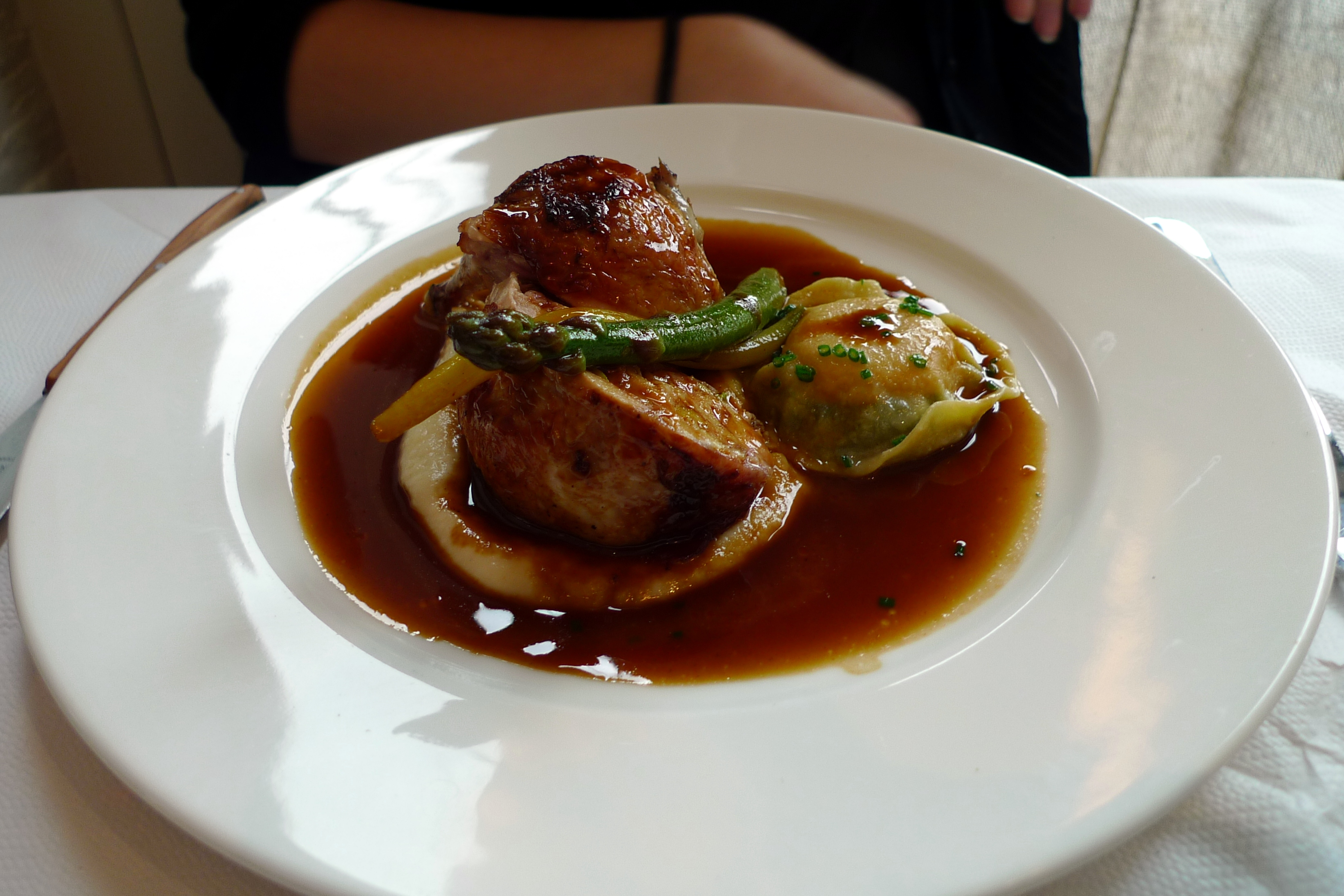
cailles et pistache avec les épinards

### Au Grain Store
Avec l'ouverture de ce restaurant consacré aux légumes, Bruno Loubet révolutionne les goût des gastronomes anglais. Il joue sur les possibilités infinies qu'offrent les légumes en mettant l'accent sur les couleurs, les saveurs et les textures qui lui permettent des accords infinis. Un seul objectif dans cette cuisine : bien faire et rendre heureux. Il a concocté une fausse merguez faite avec des pois chiches au cumin et du paprika, qu'il sert à côté d'une gousse de pois grillés et une salade de citron confit. Il cuisine des poivrons poêlés avec des amandes salées et quelques flocons de morue salée ou bien un confit de saumon accompagné d'une salade de pêche et de cubes de pastèque.
La grande nouveautés de sa carte au Grain Store réside dans le fait que tous ses légumes sont assaisonnés à l'huile d'olive extra-vierge.

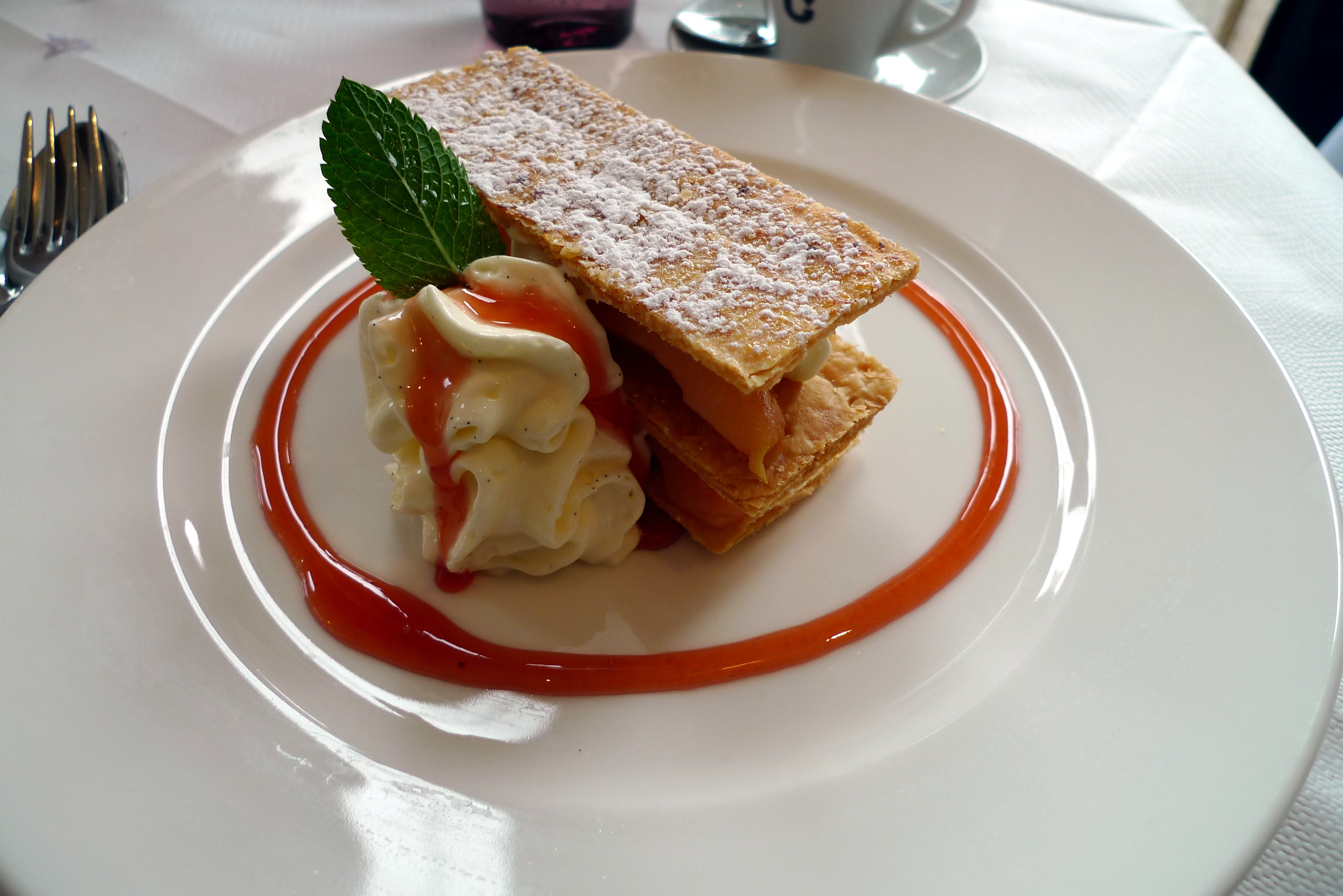
pomme cuite et mille feuilles  de coing réfrigéré avec sabayon à la fleur d'oranger
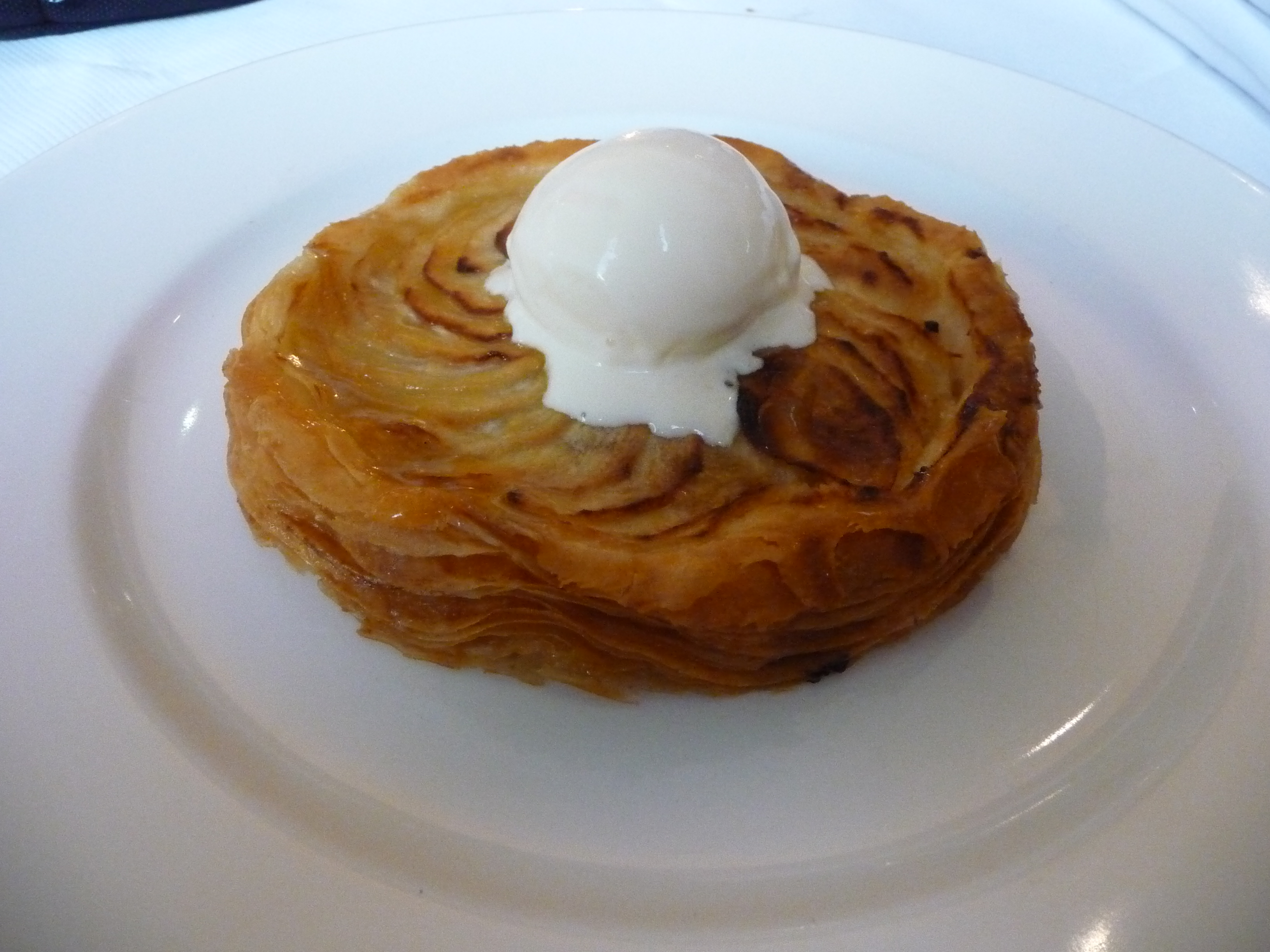
Tarte aux pommes
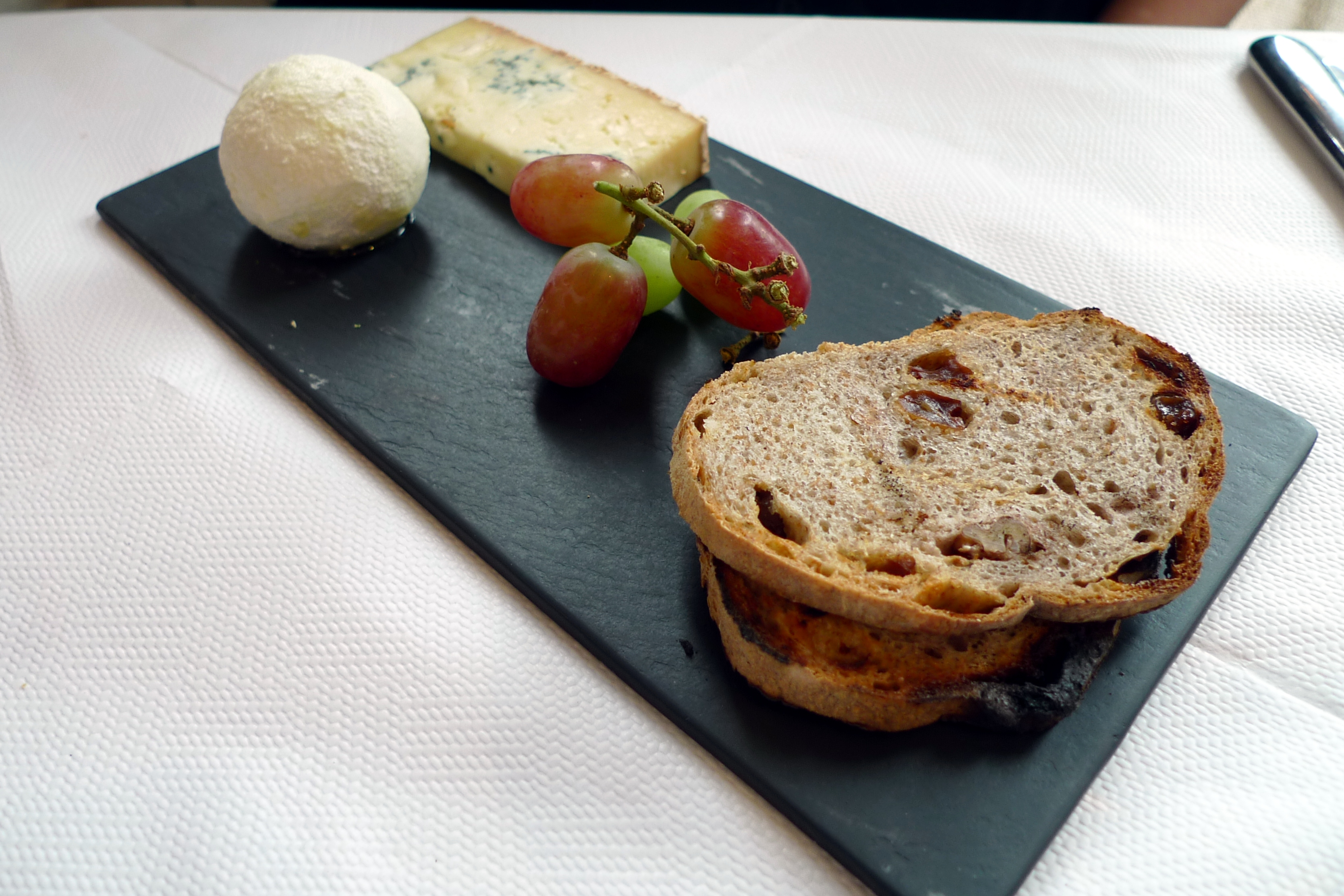
bleu et fromage de chèvre crémeux présenté comme un petit boule de sorbet

## Distinctions
Il reçoit, en 1985, le titre du meilleur jeune chef de l'année attribué par The Good Food Guide (en),, puis trois ans après le grand prix Acorn Award Caterer & Hotelkeeper. En 1990, il décroche sa première étoile au Michelin, et devient membre de l'Académie culinaire de France en Grande-Bretagne. Il se voit décerner par deux fois le titre de restaurant de l'année par le journal The Times (1993 et 1995),. Puis deux années consécutivement, en 2004 et 2005, il est honoré du titre cuisinier de l'année, décerné, en Australie, par The Courier-Mail. Depuis son retour à Londres, il s'est vu nommer, en 2010, 3e meilleur restaurant du Royaume-Uni par le National Restaurant Magazine. Quant au Grain Store, il a été nommé par le même magazine  Sustainable Restaurant of the Year 2013 et a été classé 9e dans la liste des 100 meilleurs restaurants du royaume. En 2014, Bruno Loubet revient dans le guide Michelin avec deux étoiles.

## Livres et publications
Bruno a écrit trois livres de cuisine - Cuisine Courante (Pavilion, 1992), Bistrot Bruno, (Macmillan, 1995) et Mange Tout (Ebury, 2013).

## Télévision et médias
Bruno a fait plusieurs apparitions à la télévision, y compris sa propre série de 13 épisodes, Chez Bruno, pour le Food Network Carlton, ainsi que sur les relais Hot Chefs de la BBC, Junior Master-Chef, et Master-chef United Kingdom en tant que chef invité et mentor.